# Бейтоново (Амурская область)
Бейтоново — упразднённое село в Сковородинском районе Амурской области России.

## География
Урочище находится в юго-западной части Амурской области, на левом берегу реки Амур, на расстоянии примерно 89 километров (по прямой) к юго-востоку от города Сковородино, административного центра района. Абсолютная высота — 254 метра над уровнем моря.

## История
Поселение основано в 1857 году. В других источниках указано что это был посёлок Бейтоновский и станица Бейтоновская. Название происходит от фамилии героя XVII века Афанасия Ивановича Бейтона, русского военачальника, руководившего в 1686—1687 годах обороной Албазинской крепости.
По данным 1926 года в Бейтонове имелось 105 хозяйств (73 крестьянского типа и 32 прочих) и проживало 429 человек (224 мужчины и 205 женщин). В национальном составе населения преобладали русские. В административном отношении входило в состав Бейтоновского сельсовета Рухловского района Зейского округа Дальневосточного края. В 1938 году Рухловский район был переименован в Сковородинский.
Исключено из учётных данных в 1978 году.